# 皇太子號戰列艦
皇太子号战列舰（又译太子号）是俄羅斯帝國海軍向法国订购的前无畏舰，先后参加了日俄战争和第一次世界大战。本舰所参与的战斗中最著名的是在黄海海战中作为俄国太平洋舰队旅顺分舰队旗舰，交战中舰桥因为受到日军一发炮弹命中，舰队指挥机构瘫痪，从而导致俄国舰队突围失败。本舰虽受重创，依旧趁夜逃脱日军封锁前往胶洲湾，在当地受到德国当局扣押直到战争结束。战后皇太子号返回俄国，加入波羅的海艦隊，参加了一战。1917年俄国国内动荡时，舰上水兵发生哗变并参加了革命，舰名也随之更改为公民号（俄语：Гражданин）。
本舰为俄羅斯帝國海軍中第三艘沿用此名的军舰。

## 设计和概述

### 背景
1897年年初，俄罗斯帝国御前会议决定划拨3000万卢布作为特别预算以在符拉迪沃斯托克（中文旧称海参崴）修建一个可以维护大型军舰的修理厂。1898年3月，俄国强租旅顺，占据了旅顺口（俄方从此将旅顺口军港改称亚瑟港）。因为旅顺口本身就拥有比较完善的军港设施，这笔资金也就此空闲了下来。
此时俄国通过各种渠道，得知日本新近陆续订购了6艘18节航速、12英寸主炮的主力舰。其中前两艘稍早的1万2000吨级战舰防护略差些，后4艘15000吨级则因为采用了最新的技术而有着更好的防护能力。对日本愈发警惕的俄国当即准备将闲置的3000万卢布经费用于造舰。此时俄国在波罗的海地区只有5个能建造万吨以上军舰的大型船台（黑海方面由于克里米亚战争后的黑海中立化条款限制，该地建造的舰艇均无法通过黑海海峡调动到其他地方），而且全部都正在开工当中（其中3艘为彼得罗巴甫洛夫斯克级、两艘佩列斯韦特级；预定的佩列斯韦特级3号舰本身也正在等待船台空闲下来）。这在建的两级都存在相应的问题：彼得罗巴甫洛夫斯克级比较慢，航程也较短；而佩列斯韦特级因为只装备了10英寸炮，火力逊于日本对手。为了弥补与日本之间的差距，俄国海军部决定将前述节省下来的经费改用来向外国购买两艘战列舰和两艘巡洋舰。

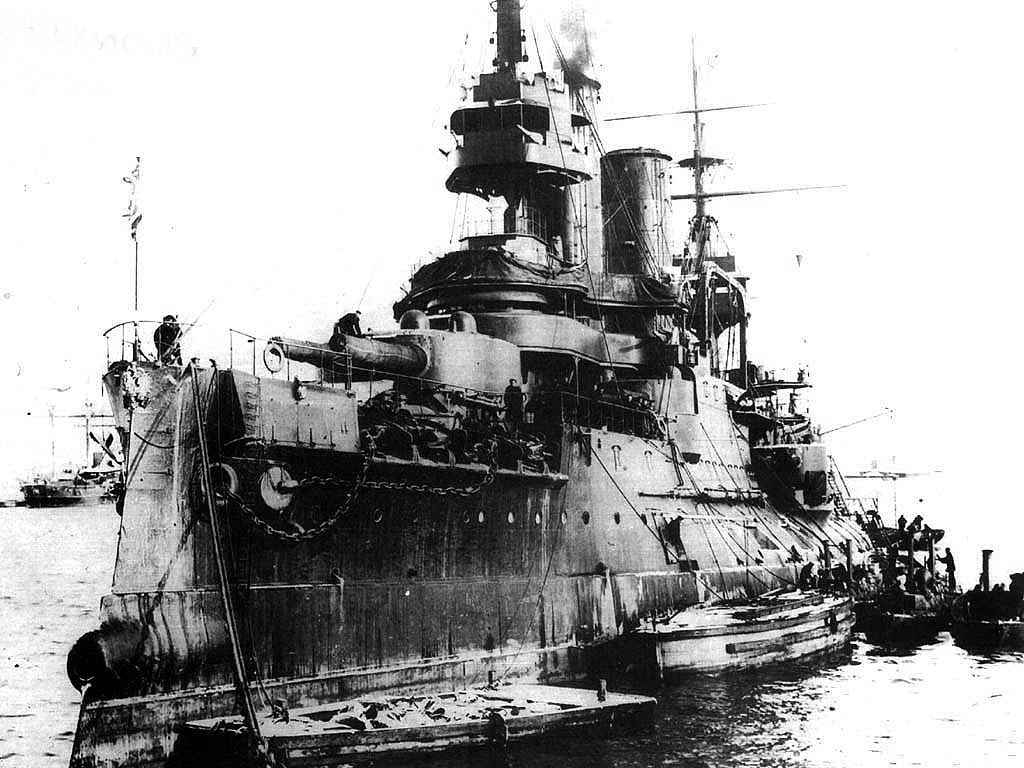
皇太子号舰艏方向，摄于1904年旅顺

由于日本新订购的4艘战列舰均达到了1万5000吨，海洋技术委员会一开始规定新主力舰定至少为1万4000吨。但考虑到旅顺军港原有设施的限制，即使经过第一期扩建也只能停泊不超过1万3000吨的军舰；同时新舰吨位太大将会使得造舰费用大幅度增加，使得经费不足以满足原定的两艘战列舰、两艘巡洋舰的购舰计划。因此海洋技术委员会在吨位方面做了一定的妥协。火炮方面，委员会认为佩列斯韦特级火力太弱，应该将彼得罗巴甫洛夫斯克级的前后双联装12英寸（305）主炮作为新主力舰的标准配置。航速要求为18节，比彼得罗巴甫洛夫斯克级要高一些；为节省舰内空间计，放弃佩列斯韦特级的3轴传动配置，改回传统的双轴传动，以此增加煤仓容量，改善彼得罗巴甫洛夫斯克级的续航能力，目标是达到4,500海里（8,334）/10節（19每小時）。
1898年初，海洋技术委员会给出了防护方面的细则，要求采用最新式的哈维钢与克虏伯钢，同时在前级的基础上提升防护面积。委员会原本希望将这份订单全部交给法国船厂来完成，但是这份巨额订单引起了多方的注意和争夺。最后俄方决定分别交给法国土伦造船厂和美国费城造船厂，前者建造一艘战列舰（皇太子号）、一艘装甲巡洋舰（巴扬号），后者建造一艘战列舰（列特维赞号）、一艘防护巡洋舰（瓦良格号）。
1898年4月6日（俄历3月23日），美国方面率先提交自己的方案：排水量不超过12,700長噸（12,904公噸）（比1897年12月底海洋技术委员会的建议吨位大了700長噸（711公噸）），预计吃水7.925米，航速18节，装备两座双联装12英寸主炮、12门单装6英寸（152）副炮、20门75毫米炮、20门47毫米炮、6门37毫米炮，水线装甲带贯穿全舰，最厚处为229毫米。在美国人提交方案3天后，波罗的造船厂也参考了美方的方案提交了自己的方案。不过波罗的造船厂的方案没有得到批准，6月21日（俄历6月9日），海洋技术委员会邀请了船长负责人和一些军官参加会议，在会议上委员会透露，他们不会采取这份国内的方案，而是选择了法国人的版本。
1898年6月14日（俄历6月2日），俄国方面正式给出详细的指标要求。数日后，地中海造船厂的首席设计师根据俄方要求，参考法国战列舰若雷吉贝里号（1893年10月27日下水）给出了方案。6月4日，阿列克谢·亚历山德洛维奇大公海军大将拍板同意了法国人的方案。海洋技术委员会对该方案稍作修改，最主要的改动一是将穩心高度增加到1.2米，二是将原定采用的哈维尔装甲改为克虏伯装甲。法国竞标方对修改并没有异议。1898年7月20日双方正式签订合同，造价3028万法郎（合1135万5000卢布），预计工期42个月。合同还对工期延误、航速不达标等规定了惩罚条款。此外俄方还要求法国承建方需要交付俄方全套图纸，不过没有规定具体日期。
早在6月21日（俄历6月9日），波罗的造船厂的专家们就发现法方的设计中锅炉数量不足。7月12日（俄历6月30日），俄国专家们完成了一份更详细的分析报告，指出法国造船设计师的方案中设想锅炉的压力可以达到每平方英尺13.8马力，然而俄国自己的装甲巡洋舰俄罗斯号（1896年下水）和战列舰波将金号（1898年10月10日开工，同一家法国公司承建）的锅炉压力仅为每平方英尺9.63-10.2马力，而同一时期的英国巡洋舰也不过是每平方英尺11.3-11.8马力。此外报告也指出了一系列重量计算错误，认为总吨位将大大超过投标时声称的数字，很可能不低于1万3837吨；而根据俄国国内的实践经验，以及日本最新向英国订购的战列舰，舰体重量大约为排水量的38%，则新战列舰很可能达到1万4700吨之巨，这将大大超出俄国的经济承受能力。海洋技术委员会并没有就此采取行动，他们认为既然合同已经规定了一旦海试不通过法国承建方将要支付罚款，那就没有必要对此过于担心。
1899年1月2日（俄历1898年12月21日），沙皇尼古拉二世批准了新舰的命名，在法国建造的新战列舰命名为“皇太子号”。
原本俄方要求法方提供全套图纸的用意是要在国内自行建造后续舰艇。然而1月25日（俄历1月13日），海军部批准了波罗的造船厂的新设计，同意在皇太子号的基础上再增加数百吨，达到1万3500吨。吨位增加导致需要延长舰体长度，原有的皇太子号的设计图纸无法再用，因此俄国设计师们另起炉灶进行设计，此即日后的博罗季诺级战列舰。

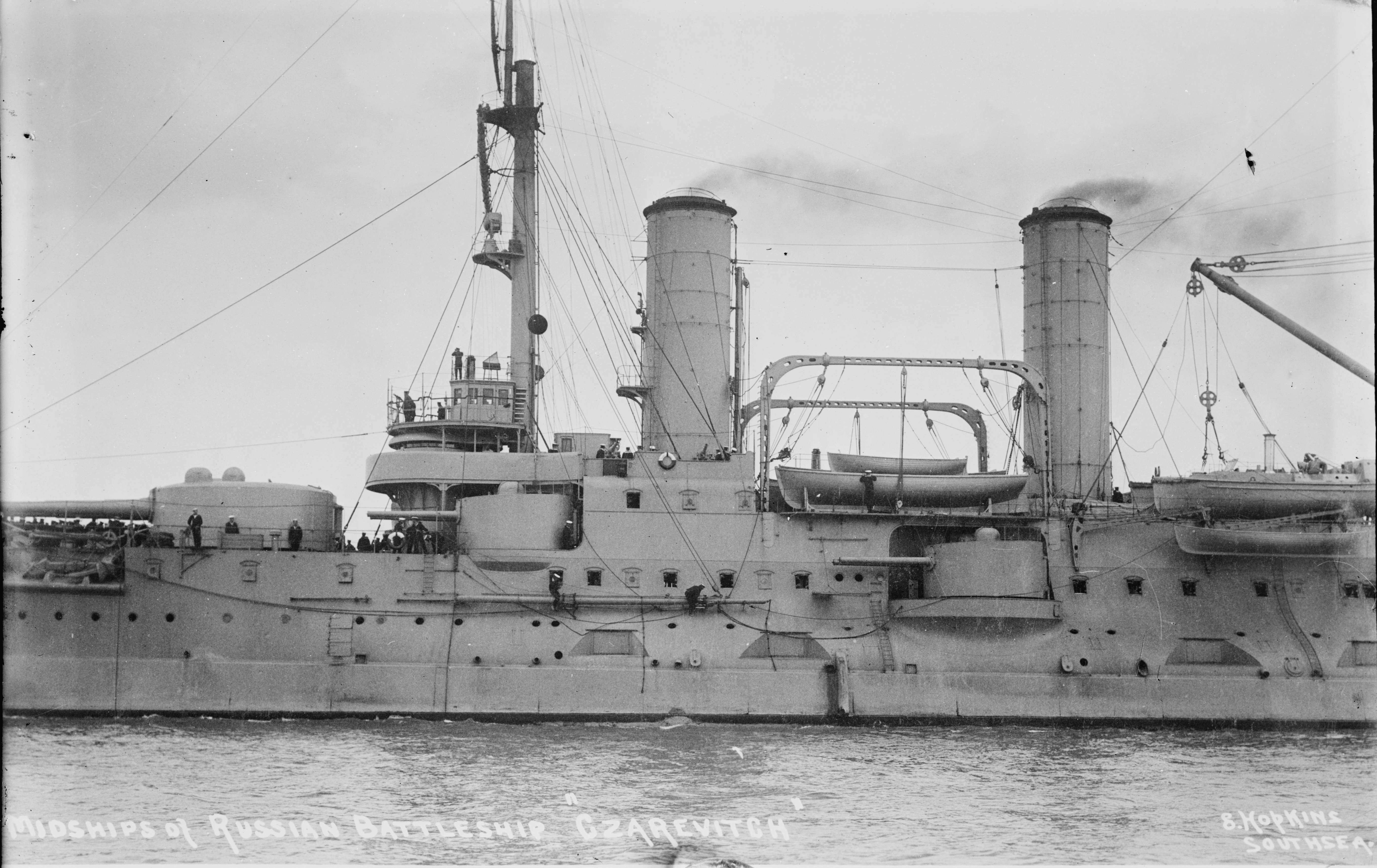
皇太子号舰桥周围。能看到为了避开副炮塔，而采用了在舰船上比较少见的龙门吊

### 概述
本舰长118.5米、宽23.2米、吃水深7.92米，设计排水量1万3105吨。外观上，本舰为典型的法式设计，舰体水线以上部位显著内倾。这是因为本舰因应俄方要求，增大了装甲防护面积，并且为全部副炮均设置了炮塔，由此带来了重心过高和超重的问题，内倾式船体也就成了必然的选择。内倾式船体甲板较窄，有利降低重心，相对的可以让舰船采用高干舷设计，并且可以减少舰船在高海况下的横摇；同时有助于扩大火炮射界。然而劣势是减少了储备浮力，复原性不佳，这一点在作急转弯时尤为明显。黄海海战时，日军官兵就曾观察到，本舰在突然转向脱离战列线时几近倾覆。
动力部分为两座垂直三段膨胀式蒸汽机，由20座贝尔维尔式水管锅炉提供蒸汽，推动两根推进轴。设计值功率16,300匹指示馬力（12,155千瓦特），最大航速18節（33每小時）。1903年7、8月间进行的海试时，本舰在主机输出功率15,254匹指示馬力（11,375千瓦特）时就已经达到了18.77節（34.76每小時）的速度，轻而易举地超过了设计指标。额定载煤810吨，最大可以装载1370吨。舰上定员为军官28-29人，以及水手750人。
法国设计师在本舰上大量采用了最新技术，比如本舰全部的主、副炮塔均为电力传动。舰上为此共安装了6台蒸汽发电机，总功率550千瓦。其中两台发电机组安装在上层装甲甲板上方，没有任何防护；另4台则安装在下层装甲甲板底下，分别位于舰艏和舰艉。

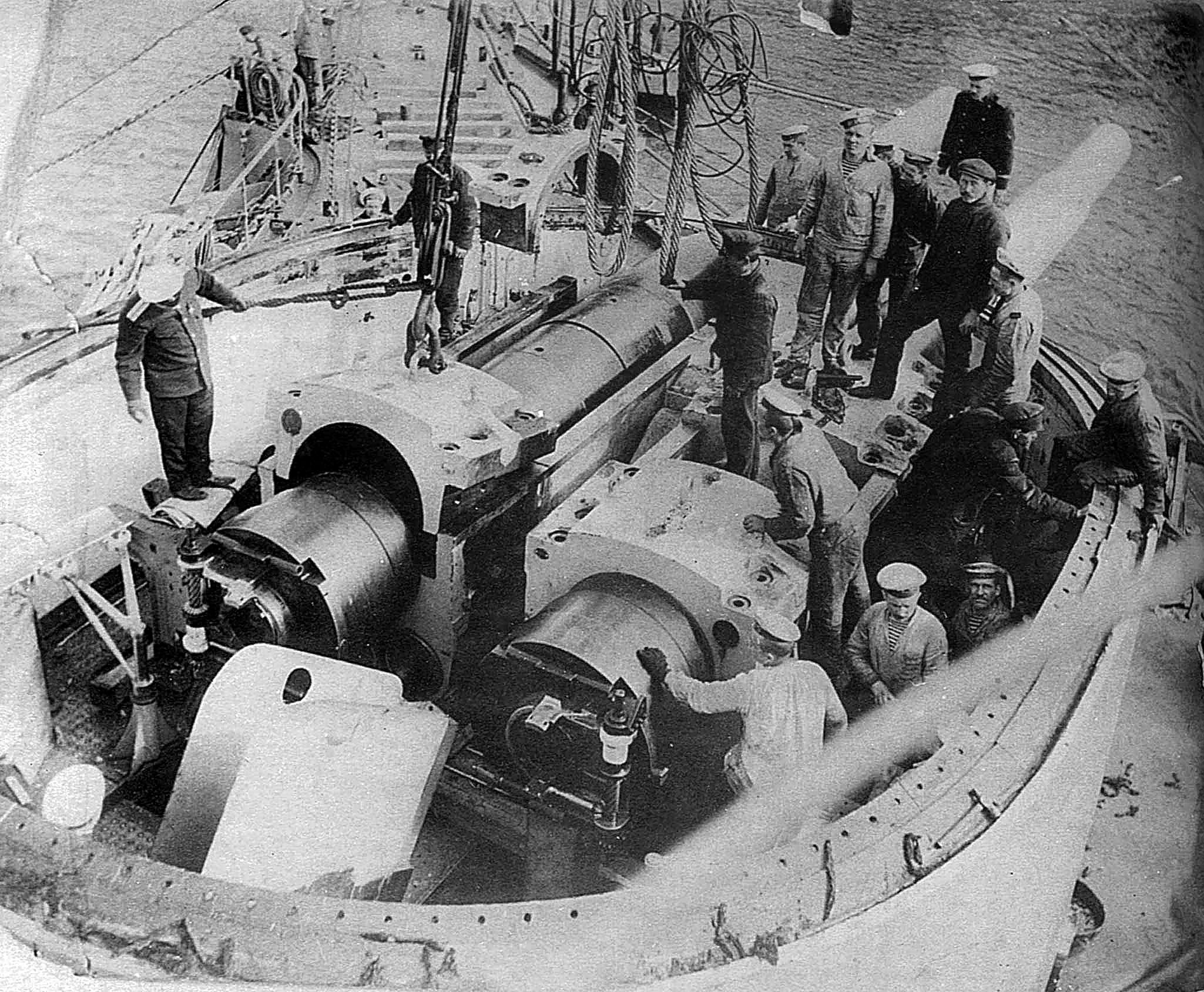
皇太子号主炮塔，已经拆开了顶盖

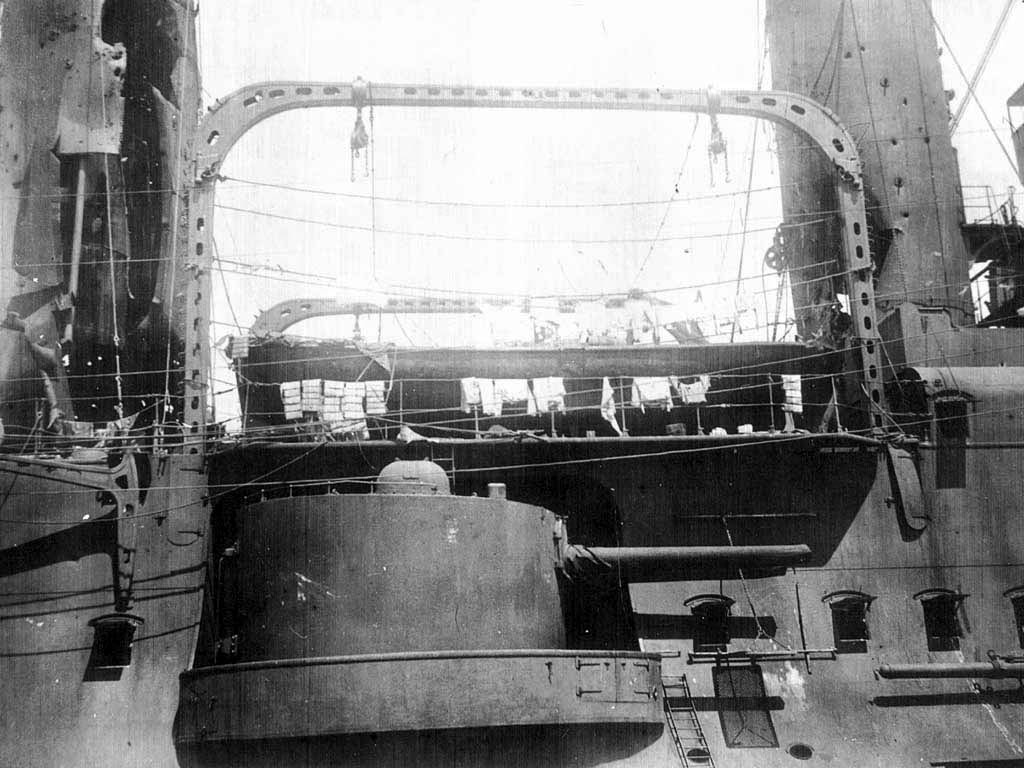
皇太子号舰体中部的副炮塔

### 武器
本舰主炮为4门40倍径12英寸（305）炮，分别安装在两座双联装主炮塔内。两座主炮塔一前一后沿舰体中轴线布置，使用电力进行转动。火炮和相应的炮座设备均为俄国国产，而炮塔则由法国公司进行生产。炮塔最大转向范围为270度。火炮本身可以在任何俯仰角度下进行装填，但人们在公试时发现输弹机在舰艇横摇时经常会卡住。因为军方坚持要求本舰尽早前往远东服役，因此船厂准备的新输弹机只好直接送到旅顺港（俄方称亚瑟港），1904年1月时才替换上去。每门主炮备弹70发。射速为90-132秒每发，弹重331.7公斤，初速792米/秒，仰角15度时射程为1万4640米。
副武器为12门加奈1892年式45倍径6英寸（152）速射炮。为了满足俄方对于恶劣海况下副炮依然可以全部使用的要求，12门152毫米副炮全部安装在上层甲板上，并采用双联装炮塔作为防护。副炮炮塔也全部都是电力传动。角落上的炮塔旋转角度为150度，中间的炮塔则是可以达到180度。每门副炮备弹200发，射速为每分钟2-4发。弹重41.4公斤，初速792.5米/秒，最大射程约为1万1500米。
此外舰上还安装了大量的轻型火炮用以防备鱼雷艇。其中包括20门加奈50倍径75（3.0英寸）单装炮，其中14门安装在舰体射击孔，剩下6门安装在上层建筑处。每门炮备弹300发，弹重4.9公斤，初速820米/秒，最大射程6405米。另外还在上层建筑安装20门哈奇开斯38倍径47（1.9英寸）单装机关炮，弹重1公斤，射速为每分钟15发。还有8门更小一点的哈奇开斯37（1.5英寸）单装机关炮，具体安装位置不详。
鱼雷武装方面，共有4具381（15.0英寸）单装鱼雷发射管，其中两具安装在水线上，艏艉各一具；另两具安装在侧舷水线下部位，靠近前部主炮弹药库。全舰共携带14枚鱼雷。另外还有45颗水雷。
舰上安装有巴尔-斯特劳德公司生产的叠像测距仪。这种测距装置利用两幅图像重叠来测出距离。炮术军官据此计算出火炮所需要的仰角和提前量，并且通过盖斯勒式机电火控传输系统将诸元传送到各个炮塔中去。

### 防护
本舰采用了最新式的克虏伯渗碳装甲，分布则是法国式设计。水线装甲带纵贯舰体全长，上下都布置有装甲甲板。水线装甲带后面为水密隔舱，这些隔舱大多数都用作为煤仓。这种布置方式是为了在上层装甲甲板遭到破坏时依然能为全舰提供浮力。水线装甲带高2米，额定负载状况下有1.5米位于水下。在舰体中部60米宽的装甲带为最厚的部分，达到了250毫米；然后逐渐收窄到舰艏的180毫米和舰艉的170毫米。中部主装甲带下方为170毫米厚的装甲，也是大体上等比例地往两边缩窄；主装甲带上方则是200毫米的装甲板，高1.67米，长度比主装甲带略短一点，同样是中间厚两边薄，前端120毫米、后端130毫米。
主炮炮塔和下方的支撑管道部分装甲厚250毫米，顶盖厚63毫米。炮塔管道在上层装甲甲板下方的部分则缩减到100毫米。副炮炮塔侧面150毫米，顶盖30毫米。司令塔侧面厚254毫米，顶盖63毫米，通信管道延伸到上层装甲甲板下方，厚100毫米。至于烟囱，在上层装甲甲板上方大约一层甲板那么高的地方厚度是19毫米。
在上部装甲带上方有一层纵贯全长的甲板，为一层50毫米厚的装甲板块铺在10毫米的甲板上。水线装甲顶部则是两层20毫米厚的装甲，同样是纵贯全长，但并没有覆盖整个宽度，而是向下弯曲，由20毫米厚的钢板与装甲带底端相连；并且继续向下延伸直到内层船底，从而形成了一层防鱼雷隔舱。这层隔舱距离船舷2米，前后延伸的长度为84米。防鱼雷隔舱的后面设置有煤仓。

## 舰历

### 建成至早期
俄方任命伊万·格里戈洛维奇海军上校负责监督建造过程。1898年底，格里戈洛维奇写信给圣彼得堡，称造船厂方面过去6个月还没有任何动作。俄国此时正忙着为列特维赞号和另外5艘巡洋舰准备各种零部件，推迟了给皇太子号的交付，造船厂那边也就名正言顺地推迟了动工日期。1899年3月1日（俄历2月17日），船厂完成了具体测绘工作，开始订购第一批材料。按1月24日（俄历1月12日）的会议，俄国海军部应该在30-40天内回复造船厂的疑问，澄清各种细节；但俄方一直迟迟没有音讯传来，因此造船厂5月25日（俄历5月13日）称他们将要等到俄方作出答复才开始开工。俄方在拖沓了两个半月后，终于在6月7日（俄历5月26日）送来了回函。实际上动工日期要比这略早一点，5月18日（俄历5月6日）承建方即正式动工兴建本舰；即使如此，这也已经拖延良久，而物料之类的其实早就准备好了。官方宣布的动工日期则是定在7月8日（俄历6月26日）。
1901年2月23日（俄历2月10日）本舰下水。船厂方面认为只要本舰一日还归属于自己，那么客户就有可能拒绝付款，因此没有搞很隆重的下水仪式，没让俄方主持仪式，也没有升俄国国旗。舾装过程也是问题不断，各种机件故障和零部件缺陷导致工期一再推迟，比如8个圆筒里有7个有问题，船厂拒绝接收；而承担火炮建造的奥布霍夫国家工厂因为生产任务繁重，也延迟了交付。装甲钢板也是缺陷重重，甚至有些钢板都还没有进行测试就交付了。
1902年12月的大部分时间里厂方都在忙于为本舰进行最终舾装和为水线下部位重新涂装。工厂原定于俄历1903年1月底进行，不过由于有一艘驱逐舰出了意外需要组织人手进行打捞，本舰的工厂测试日程稍微有点延误。2月21日（俄历2月8日），厂方在轻载（吃水7.62米，而并非额定的7.93米）状况下进行试航，仅录得16.3節（30每小時）的航速；3月7日（俄历2月22日）又试了一次，这次也只是17.75節（33每小時）而已。分析下来原因应该是螺旋桨和龙骨的问题，俄历3月时人们决定缩短龙骨，不过改造工程一直拖到6月3日（俄历5月21日）到6月18日（俄历6月5日）才进行。此外测试也发现主机和辅机都有故障，舵机也有点问题。
同年俄历2月第一批乘组员（96人）抵达法国；格里戈洛维奇率领的军官团5月15日（俄历5月2日）到达；俄历7月中第二批（337人）也来到了法国。此时远东局势日渐严峻，而本舰按俄国的惯例还要先回波罗的海一趟接受检阅。因此俄方迫切希望加快测试进度，压缩甚至取消了不少测试项目，也取消了在12節（22每小時）航速下进行鱼雷发射试验的项目，而无线电台也留待日后再安装。7月10日（俄历6月27日）进行了新一轮测试，这次成功超过了18节，证明之前缩短龙骨和推进轴的做法的确有效。但7月份又发现下层压力管道出了故障。心急如焚的圣彼得堡方面派了安德斯·维伦尼乌斯海军少将前往土伦，希望加快测试工作，不过此举没什么效果。俄国人为了节省时间，省去了原本新造军舰要先到波罗的海去的惯例，直接就让本舰奔赴远东。同时为了缩短测试周期，原定的连续12小时运行测试也取消了。此外主炮供弹系统又出现故障，俄国人也顾不得这么多，先让本舰前往旅顺再说；但是200万法郎尾款暂且扣下，等到承建方把重新调校好的输弹部件送过去装上才结清帐款。
1903年8月31日（俄历8月18日），俄方签字接收皇太子号。整个建造过程自签订合同起至此已经过去了50个月，其中因为主炮的延误花费了不少额外的时间。格里戈洛维奇也是本舰首位舰长。9月9日（俄历8月27日），皇太子号升起维伦尼乌斯的将旗，离开土伦前往那不勒斯。途中皇太子号的左侧主机一个部件又出了问题，只好在那不勒斯进行修理。发生故障的部件是用铸铁制造的，厂方承诺会重新提供一个新的零件，只是依然是使用铸铁材质。
按照俄方的计划，皇太子号准备与其他军舰一同前往旅顺，其中应该包括战列舰奥斯利雅维亚号和装甲巡洋舰巴扬号。但是奥斯利雅维亚号在8月22日（俄历8月9日）触礁需要回去大修；而其他各舰又毛病不断，最后只好让皇太子号与巴扬号结伴前行，而维伦尼乌斯则留在地中海，集合分散在各个港口的舰只。10月6日（俄历9月24日）两艘“法国船”离开了波羅斯島，10月10日（俄历9月27日）抵达塞德港，10月21日（俄历10月8日）停靠吉布提，10月26日（俄历10月13日）驶入可倫坡。这段时间两舰接到齐诺维·罗杰斯特文斯基海军少将传来的电报，要求夜间航行时关闭灯光，以防受到突然袭击。11月4日（俄历10月24日），离开可倫坡的第二天，皇太子号的主机三度出现故障，这次只好又用了24小时进行维修。接着皇太子号只能以10.5节的速度前行，在11月10日（俄历10月28日）进入沙璜。罗杰斯特文斯基要求把那个屡屡误事的部件改为钢制，但海洋技术委员会因为已经向厂方订购了一个铸铁造的部件，就没有再行要求更改。11月15日（俄历11月2日）两舰进入新加坡，简单补充了一下食物后就不再沿途停靠港口，而是直接开往旅顺。
同年12月2日，皇太子号抵达旅顺港。日俄战争爆发时，皇太子号是俄国已建成的战列舰中最先进的一艘。
皇太子号和巴扬号抵达后，俄军立即着手将原本的白色涂装改为太平洋舰队使用的橄榄色涂装。太平洋舰队此时已经进入战备状态，但两舰因为刚造好，还缺乏训练，因此暂时还没和舰队一同行动。1904年1月2日（俄历1903年12月20日），皇太子号进行了运行测试，这次测试排水量1万4000吨，舰艏吃水8.42米、舰艉吃水8.4米。全部20台锅炉均正常工作，录得航速17節（31每小時）。1月11日（俄历1903年12月29日），皇太子号重新进行了一次火炮测试。1月15日（俄历1月2日），皇太子号转入战备舰队。1月30日（俄历1月17日），鉴于紧张的态势，关东省總督、太平洋舰队总司令叶夫根尼·伊万诺维奇·阿列克谢耶夫海军上将要求旅顺分舰队尽快进行一次演习。2月3日（俄历1月21日），舰队全体出动到成山角然后折返。这一次行动皇太子号没出什么大差错，但各种小问题很多，迫切需要进行更多的航行训练。
至于远东的局势，从1901年起，日本与俄国就双方在满洲地区和朝鲜半岛的势力范围的划分展开了一系列会谈，但进展甚微。1903年，俄国政府多次拒绝了日本对于满洲权益的提议，使得日本方面大为光火。1903年底，日本方面认定不再有谈判的意义，战争已经迫在眉睫。考虑到战争随时都有可能爆发，太平洋舰队旅顺分舰队的主力舰将锚地转移到了旅顺港外港，一旦日本出兵登陆朝鲜，俄国舰队随时可以出动。

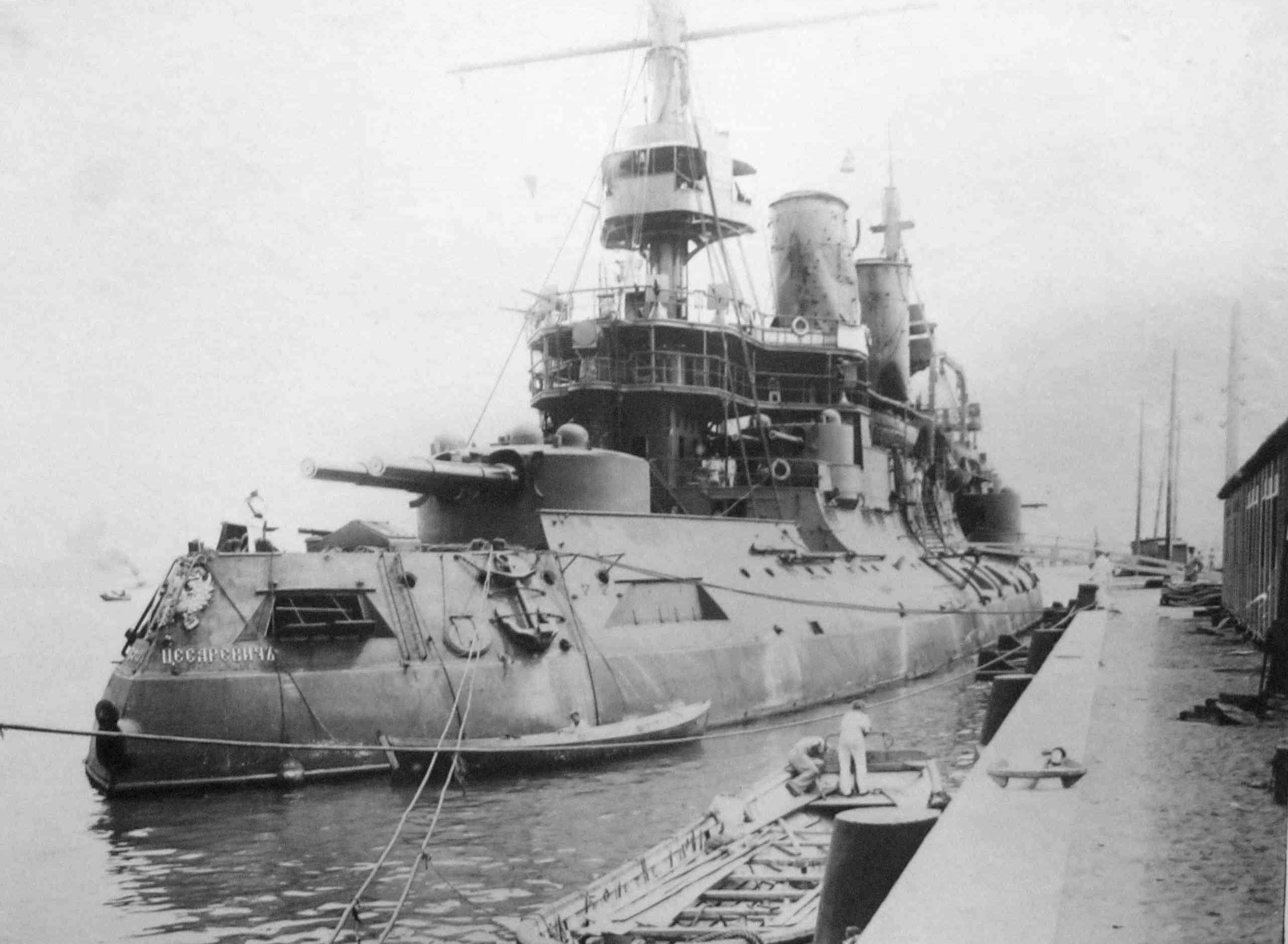
黄海海战后停泊在青岛大港二号码头的皇太子号，摄于1904年

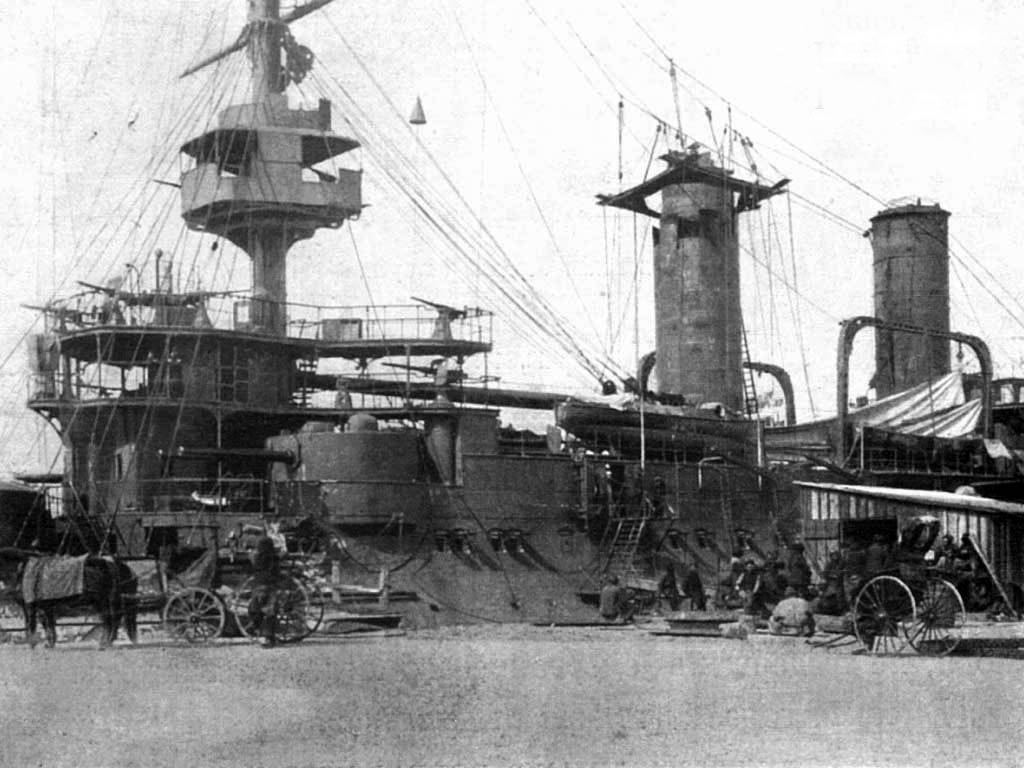
皇太子号在青岛大修，1904年夏

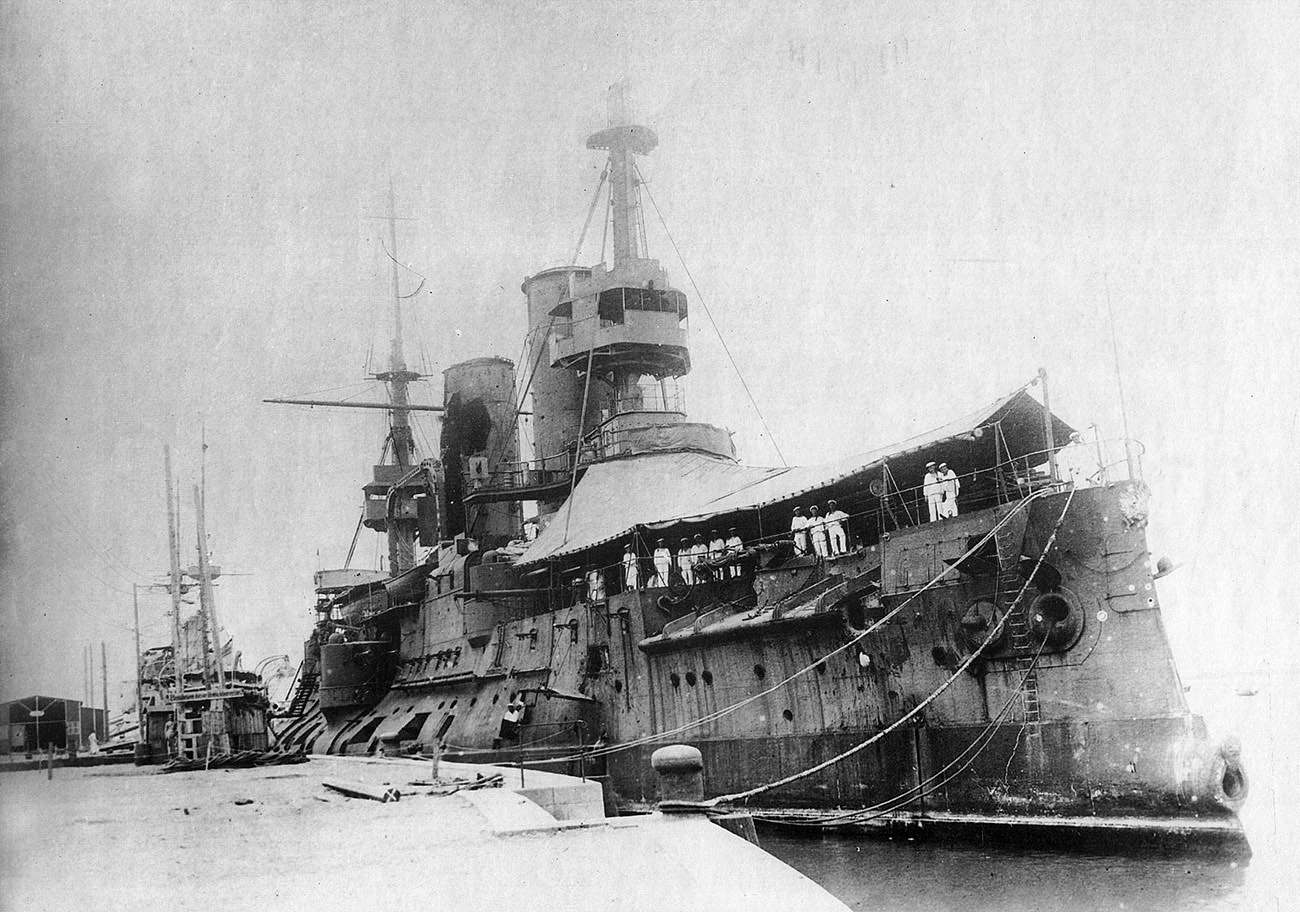
皇太子号在青岛，1904年8月23日（俄历8月10日）

### 日俄战争
1904年2月8-9日夜间，日本对俄国不宣而战，出动驱逐舰对停泊在旅顺港的俄国舰队发动鱼雷攻击，日俄战争爆发。当晚日本的夜袭只取得了比较有限的战果，其中皇太子号命中一枚鱼雷，舵机受损；锅炉舱和主机舱均完好，然而艉部进水，船艏甚至翘离水面。9日早上，日本联合舰队司令长官东乡平八郎海军中将判断俄军舰队受到鱼雷攻击后已经重创、陷入混乱，于是率领主力闯入旅顺港，用主炮对旅顺港岸防炮台进行炮击，而只用副炮攻击俄国舰队。然而俄国舰队并没有如日军高层指挥官预料的那样不堪一击，而是进行了反击。双方各有命中，日舰见势不妙，遂抽身离去。
同年6月中旬，皇太子号修理完成，新任太平洋舰队司令威廉·维特捷夫特海军少将于是将旗舰转移为皇太子号。
同年8月，日本陆军在地面战场上已经将战线推进到离旅顺港不远处，陆军的重炮已经可以对港内俄国舰队进行炮击。深感第一太平洋舰队（俄国从波罗的海舰队抽调舰艇组成第二太平洋舰队后，原太平洋舰队改称第一太平洋舰队）旅顺分舰队已经暴露在敌军火力之下，俄国高层责成维特捷夫特率领舰队从速突围。港内俄舰8月10日07：00开始起航，皇太子号作为战列舰分队领舰（皇太子号、列特维赞号、胜利号、佩列斯韦特号、塞瓦斯托波尔号、波尔塔瓦号）；后面跟随着巡洋舰分队3艘（阿斯科利德号、帕拉达号、狄安娜号）；左侧为驱逐舰分队（领舰诺维克号）。日军舰队在中午拦截住俄军舰队，黄海海战爆发。第一轮接触时日军集中攻击皇太子号，对其造成15发12英寸炮弹的命中，舰上开始起火。中途俄舰经过一系列转向，曾一度与日舰拉开距离；但日舰航速占优，17:30前后再次将距离拉近到约7000米，双方随即再次互相炮击。皇太子号依然是日军的集中攻击的对象，截至18:30，皇太子号有一门主炮损坏。18:40左右，皇太子号前桅根部受到一发炮弹直接命中，前桅大部分粉碎，维特捷夫特当场战死，指挥部人员死伤惨重，舰长重伤昏迷。为免军心动摇，舰队参谋长决定先隐瞒维特捷夫特的死讯。18:39，皇太子号代理司令发出信号“跟随我舰”然后左转。就在这时，一发6英寸炮弹击中司令塔上的航海舰桥，操舵的水兵当即阵亡；而皇太子号则因此错误地猛烈左转，甚至几近倾覆。这一突如其来的意外导致后续俄舰陷入混乱。操舵装置损伤的皇太子号舰体开始不受控制地旋转，18:45转了一圈开始向南驶去。大约经过40分钟皇太子号才重新得到控制。
皇太子号遭逢变故时，佩列斯韦特号临时成为代理旗舰，引导大部分俄舰退回旅顺。日落以后，皇太子号负伤严重，无力跟随舰队运动，与其他各舰失去了联系。晚间日军一艘单独行动的鱼雷艇隼发现了皇太子号并发起了鱼雷攻击，不过没有命中。此时皇太子号舰体状况堪忧，烟囱破损，而且燃煤消耗甚多。人员方面，大批操舰人员死伤；舰上舰队司令维特捷夫特以及航海长、若干名参谋、航海士官战死，舰队参谋长、多名参谋、舰长负伤。有鉴于此，皇太子号已经无法前往符拉迪沃斯托克，因此只能前往胶州湾进行修理。11日23时皇太子号抵达胶州湾，12日早上诺维克号以及若干驱逐舰也陆续抵达。尾随而至的日舰派出人员登陆，与德方有关人员进行磋商。皇太子号以及3艘驱逐舰按德方要求均降下军旗，拆除火炮尾栓，解除蒸汽机重要部件；清空鱼雷发射管；拆卸下来的部件运上陆地；乘员全部禁止离舰；各舰由德国军舰及鱼雷艇进行监视。见此日方人员也就不再坚持而登舰离去。皇太子号一直由德国当局扣押，直至战争结束方才获释返回俄国。

### 后期至结局
1905年11月20日（俄历11月7日），皇太子号抵达西贡。因为种种原因，11月23日（俄历11月10日）皇太子号单独出发返航。
1906年2月15日（俄历2月2日），皇太子号返抵利巴瓦。不久即编入波罗的海舰队。3月间俄方多次组织人员对皇太子号的火炮进行检查，认为后部主炮完好，前部主炮有一处8毫米的凹陷但无大碍，主炮均可使用。因为每门主炮都发射了不到50发炮弹，身管寿命尚佳。有5门副炮外表有4.6-6.3的凹坑，但由于缺乏经费，没有进行更换。另外根据作战经验，所有的输弹机都要进行更换。舰上的全部16门75毫米炮每门都只发射了60发炮弹不到，状况也都还可以，只需要进行校准（另有4门已经在旅顺时拆下来送上陆地去了）。47毫米炮也大体上差不多，每门炮发射不超过90发，检查下来只有两门要送修。轮机设备也一切正常。6月24日（俄历6月11日），皇太子号来到喀琅施塔德进行整修。
同年7月30日，俄国爆发斯韦阿堡叛乱，俄国方面立即调动皇太子号等前往斯韦阿堡进行镇压。8月1日，俄国海军舰艇对城堡进行了炮击，皇太子号在不到两小时内发射了31发主炮炮弹、215发副炮炮弹（不过有很多炮弹事后发现是哑弹）。军舰的炮击迫使主要的兵变部队投降，叛乱仅持续了60小时即告平息。
皇太子号经历了这次令人不愉快的任务，终于开始了其真正的航海和作战训练。此后多年皇太子号参加了俄军的冬季常规巡航，前往地中海一带进行航行训练；承担士官生的航海训练任务；还曾经参加过对俄国极地地区的科学考察。1908年12月墨西拿发生地震，正在西西里奥古斯塔港访问的皇太子号等舰立即中断了训练，前往灾区参加救援工作。
1909年9月14日（俄历9月1日），皇太子号退出现役，准备进行大修。俄国方面有人提议为皇太子号改装武器，设想将所有的6英寸副炮更换为8英寸（203）。这项提议最终无疾而终，一是缺钱，二是当时世界上已经兴起了无畏舰的热潮，皇太子号这种老式设计已经用处不大。因此最终只是更换了新的测距仪和电台，翻新了舰上的锅炉，更换主炮身管。
1909年5月22日（俄历5月9日）皇太子号大修完成。7月31日（俄历7月18日），皇太子号参加了一次航海训练。在前往直布罗陀的途中，同行的光榮號出了故障，只好由皇太子号拖曳着进入直布罗陀。
1911-1912年间，俄国人对皇太子号进行了一系列改装，包括安装新的火控系统；将一些老旧的火炮拆走，换上更新式、装弹速度更快的维克斯火炮；为火炮安装加热器，缩短在低温环境下开炮前需要等待的时间；火炮所使用的弹药也进行了更换，弹壳换成了镍-铜合金，可以减少发射时对身管的磨损；此外改装了更新的电台，气候条件良好的时候甚至可以从舰上与黑海方面取得联系。

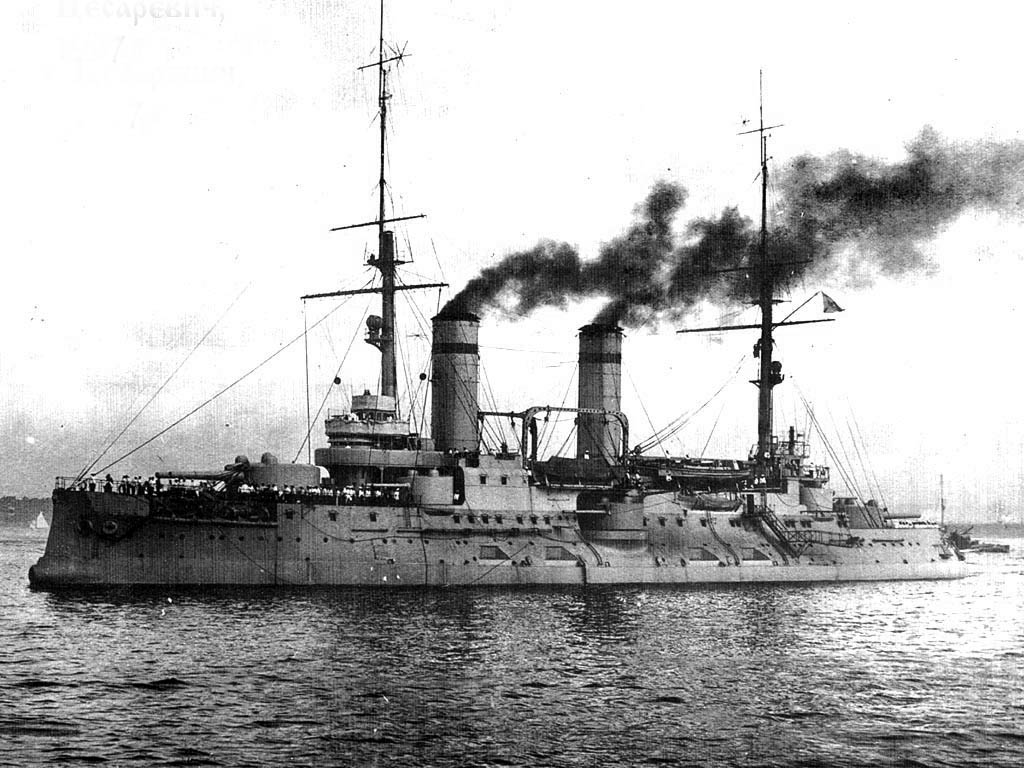
皇太子号，摄于1912-1914年

1912年，多艘俄舰发生哗变，皇太子号差点也不例外，导致预定的出港日期从5月7日（俄历4月24日）推迟到了7月24日（俄历7月11日）。军方迅速反应，将皇太子号舰上10名煽动者逮捕，并判处12-16年苦役不等。
一战爆发前，皇太子号主要用作炮术训练舰，进行了多轮高强度的射击训练。1914年7月16日（俄历7月3日），皇太子号发射了40发主炮炮弹、204发副炮炮弹；7月19日（俄历7月6日），在训练中一天就发射了2000多发炮弹；7月20日（俄历7月7日），发射了34发主炮炮弹、126发主炮炮弹、223发75毫米炮弹；8月10日（俄历7月28日），24发主炮炮弹、146发主炮炮弹，等等不一而足。另外俄方原本还计划在1914-1915年冬天期间为皇太子号进行大修，但战争打断了这一计划。
1914年，一战爆发。战争爆发时，皇太子号归属于波罗的海舰队作战舰队战列舰分队。7月30日（俄历7月17日），波罗的海舰队司令尼古拉·奧托維奇·埃森海军上将鉴于战争随时会爆发，下令舰队开始动员，所有舰内非战斗用品全部搬上陆地。当天19点，各舰出发前往纳尔根岛，准备提防德军的鱼雷夜袭。7月31日（俄历7月18日），俄军开始在芬兰湾布雷。8月1日（俄历7月19日）早上8点，皇太子号收听到了德国官方发布的宣战声明。09:30舰上官兵进行祈祷，祈求战争获胜，然后升起了当年黄海海战时被弹片打得千疮百孔的军旗。8月8日（俄历7月26日），第一战列舰分队前往纳尔根岛，8月10日（俄历7月28日）在埃森的率领下准备发动所谓的“瑞典远征”。此一阶段瑞典立场尚未明确，英、法、俄对瑞典政府发去了联合公告，俄军决心在瑞典一旦加入德国一方时便立即发动攻击摧毁瑞典海军。埃森等人一直没有收到发起行动的信号，于是收兵退回。
在战争的前半段，德国在波罗的海方向上采取守势，因此皇太子号基本只有一些巡逻、协助布雷的任务，同时进行一些训练，偶然出动驱逐来袭的德军轻型舰艇。1915年7月23日（俄历7月10日），皇太子号进入喀琅施塔德的船坞进行短暂的维护整修，拆除了后部舰桥和操舵室，清理水线下舰体，更换了副炮炮管。

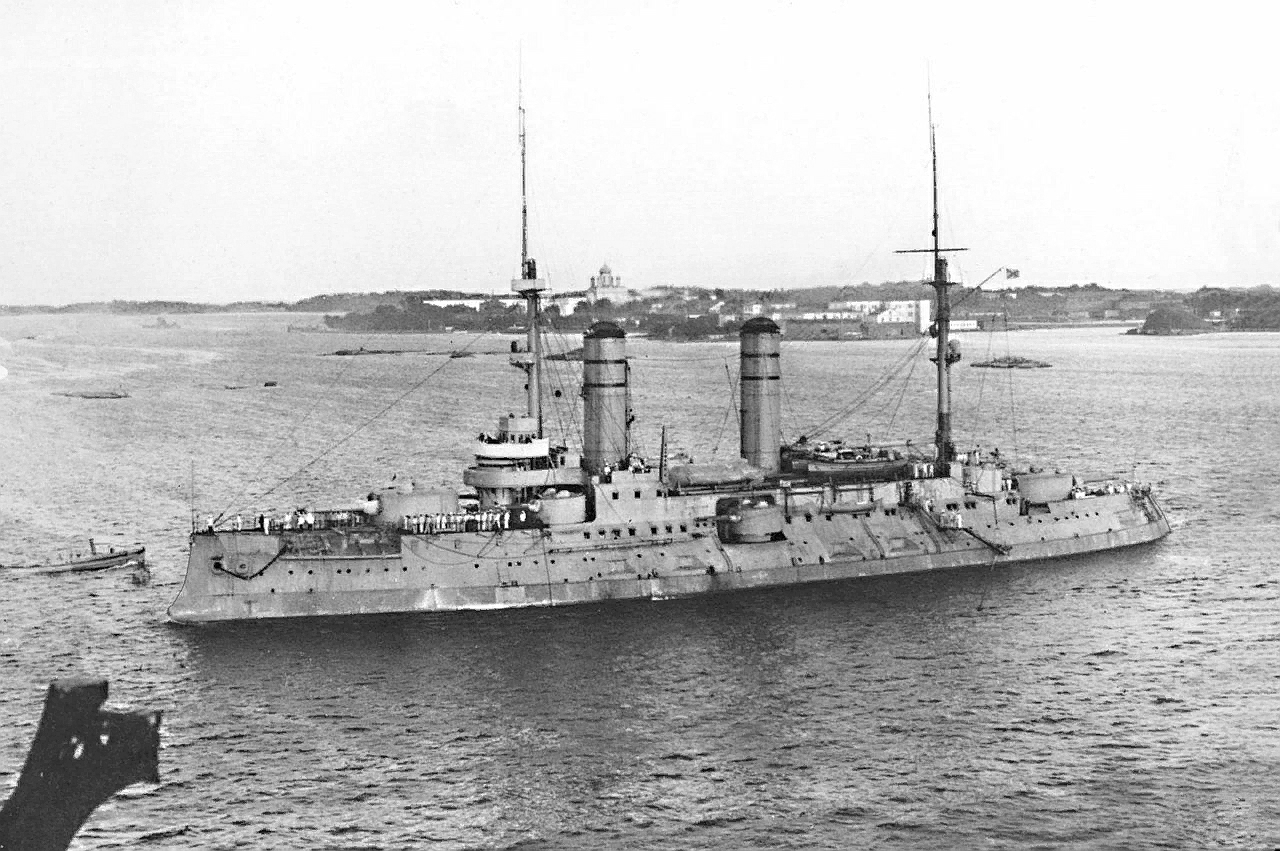
皇太子号在赫尔辛基，1914-1917年间

1916年初，皇太子号接受了一些改装，安装了两门37毫米高射炮。同时拆除了若干75毫米炮。根据日俄战争以来的经验，这种安装在低位置的75毫米炮在实战中用处不大，风浪稍大就完全无法使用，而哪怕是比较小幅度的转弯也会使得海水直接涌进低位75毫米炮的炮位里。舰上安装了如此之多的轻武器却无甚实用价值，还白白占用了不少吨位，所以进行了拆除。9月12日（俄历8月30日），皇太子号部署到了穆恩岛一带，与光荣号一同守卫此地。由于德国潜艇在此地活动逐渐增多，俄历10月间俄军大型舰艇陆续撤离，留下皇太子号还在坚守。
1917年初，俄國二月革命爆发，皇太子号因为没有在前线，舰上水手得以起事，响应革命。同年4月13日，原皇太子号改名为“公民号”。9月10日（俄历8月21日），光荣号重新回到穆恩岛与皇太子号一同守卫此地。
同年9-10月，德军策划阿尔比恩行动，对西爱沙尼亚群岛地区展开大规模的海陆两栖作战。当时公民号属于里加湾防御部队的一员。同年10月12日，德军登陆部队在海军支援下从塔加拉赫特湾发起厄塞尔岛登陆作战。15日，德国第131步兵团将守岛俄军压缩到西南方的斯沃尔别半岛（英語：Sworbe）。米哈伊尔·巴希列夫海军中将下令公民号在驱逐舰守护号、土库曼-斯塔夫罗波尔人号、阿穆尔人号的掩护下，前往斯沃尔别半岛东岸，对孤立困守的第43号炮台以及第425步兵团进行支援。然而当天18点，水兵委员会决定第43炮台和半岛上的部队缴械投降。此举使得大批火炮辎重落入德军之手，炮台的重炮也基本完好。得知此事的巴希列夫匆忙下令公民号在7300米距离对炮台射击，希望能抢在德军接收前摧毁炮台；由于天色已晚，炮击没能取得很大的效果。没有了炮台的阻挠，德军从此可以不受干扰地进行扫雷。16日，德军扫清了通向里加湾的水路，同日基本控制了整个厄塞尔岛，开始准备进攻扼守穆恩岛的奥里萨尔堤口。第三战列舰分队司令保羅·貝恩克海军中将率领无畏舰国王号、王储号等舰艇前往穆恩海峡，准备扫清该地的俄国舰艇。
17日早上，在穆恩海峡警戒的俄国驱逐舰发现逼近的德舰。巴希列夫以装甲巡洋舰巴扬号为旗舰，率领光榮號、公民号以及8艘驱逐舰，试图以第36号炮台为依托将德军阻截在莫恩海峡。而德军为了躲避预想中的布雷水域而选择了另外的航路，恰好绕开了俄军炮台。09:32光荣号开始对德军排在前面的扫雷舰进行射击。公民号由于位置稍远，一开始并没有进行射击。09:50炮台也开始射击。德军扫雷舰撤退，10:05德军战列舰赶到，国王号对光荣号射击，王储号则对准了公民号。11:20俄舰转向北脱离接触，进行午餐。11:50俄舰再度南下，12:04光荣号、公民号对德军扫雷舰进行炮击。德国扫雷舰再次撤退，12:13德国战列舰赶来，双方在约16500米距离上，依然是国王号对光荣号、王储号对公民号进行厮杀。交战中公民号上层建筑受到两发命中，不过对舰体影响不大。期间德军飞机对俄舰进行了空袭，没有取得任何命中。12:30巴希列夫见势不敌，下令撤退。
同年12月，公民号回到了喀琅施塔德，随后布尔什维克控制了本舰。1918年5月起本舰就一直系留在当地。1924年开始拆解，1925年11月21日，苏俄方面正式将本舰除籍。